# آناپات استپانوس مقدس، ناویش
آناپات استپانوس مقدس، ناویش (ارمنی: Սուրբ Ստեփանոս անապատ (Նավիշ)) یک کلیسا متعلق به کلیسای حواری ارمنی واقع در شهر تیوی، جمهوری خودمختار نخجوان جمهوری آذربایجان می‌باشد. ساخت و ساز این ساختمان در سده ۱۱ام میلادی به پایان رسید. این بنا به سبک معماری ارمنی طراحی شده‌است.